# Uña de Quintana
Uña de Quintana ist ein nordwestspanischer Ort und eine Gemeinde (municipio) mit nur noch 121 Einwohnern (Stand: 2024) im Süden der Provinz Zamora in der Autonomen Gemeinschaft Kastilien-León.

## Lage und Klima
Uña de Quintana liegt am westlichen Rand der Kastilischen Hochebene (Meseta Iberica) in einer Höhe von ca. 780 m. Die Provinzhauptstadt Zamora ist gut 80 Kilometer (Fahrtstrecke) in südsüdöstlicher Richtung entfernt. 
Das gemäßigte Kontinentalklima wird nur selten vom Atlantik beeinflusst.

## Bevölkerungsentwicklung
| Jahr      | 1970 | 1981 | 1991 | 2001 | 2011 | 2021 |
| Einwohner | 607  | 333  | 286  | 231  | 175  | 135  |

## Sehenswürdigkeiten

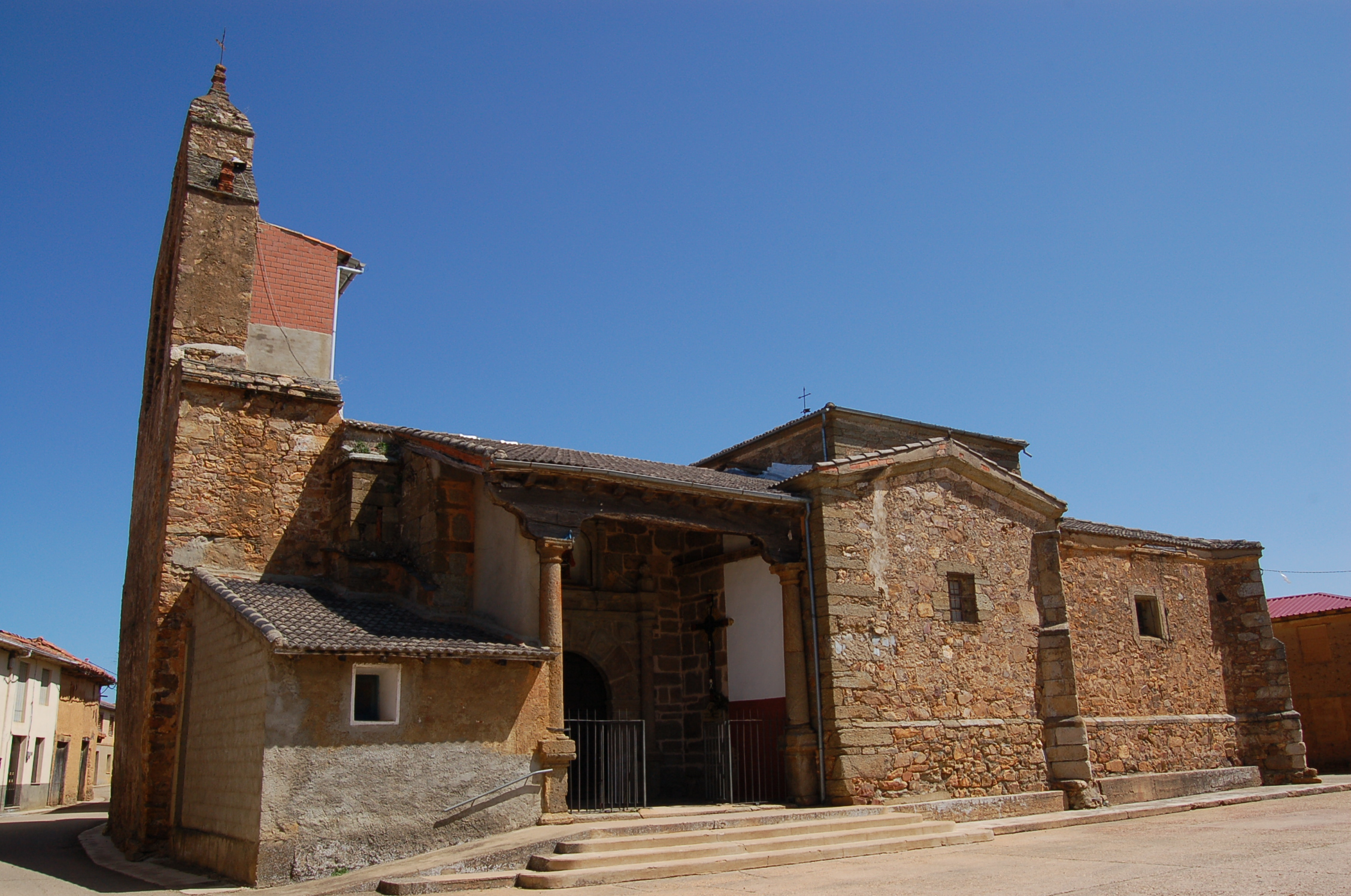
Justus-und-Pastor-Kirche
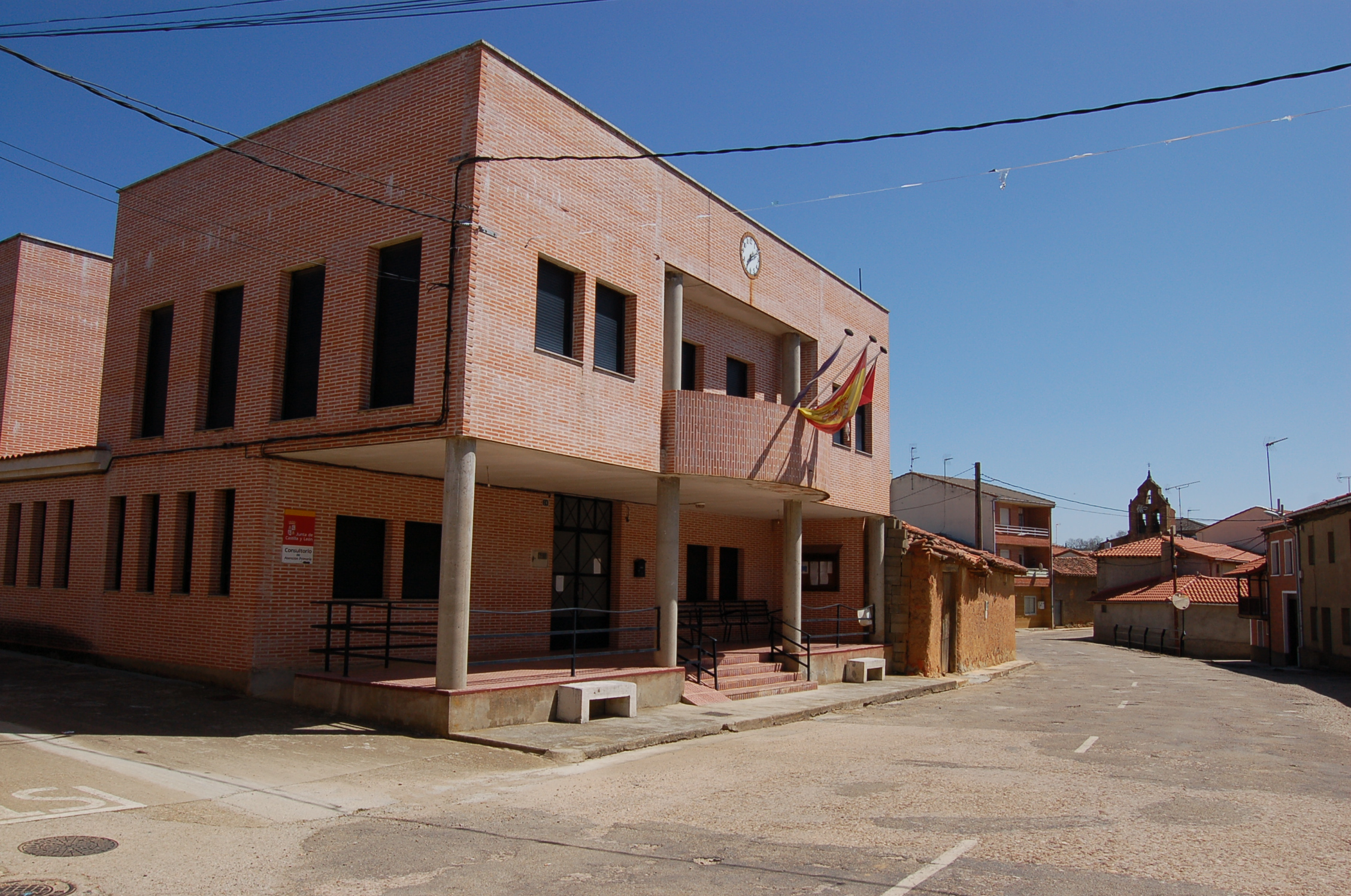
Eulalienkapelle

- Justus-und-Pastor-Kirche
- Rathaus